# HD 152564
HD 152564，又名CP-69 2666，SAO 253756、HR 6276，是一颗恒星，视星等为5.79，位于銀經321.93，銀緯-16.18，其B1900.0坐标为赤經16h 48m 49.5s，赤緯-69° -16.18′ 36″。